# Министерство юстиции Ирландии
Министерство юстиции Ирландии (англ. Department of Justice) отвечает за сохранение и укрепление безопасности общества и равенства посредством разработки ряда стратегий и предоставления высококачественных услуг:
- Защита и утверждение прав человека и основных свобод в соответствии с общим благом
- Безопасность государства
- Эффективный и сбалансированный подход к борьбе с преступностью

Во главе министерства стоит министр юстиции, с 23 января 2025 года эту должность занимает Джим О’Каллаган.

## История
- 1919—1923: Министерство внутренних дел (англ. Ministry of Home Affairs)
- 1923—1997: Министерство юстиции (англ. Department of Justice)
- 1997—2010: Министерство юстиции, равноправия и правовой реформы (англ. Department of Justice, Equality and Law Reform)
- 2010—2011: Министерство юстиции и правовой реформы (англ. Department of Justice and Law Reform)
- 2011—2020: Министерство юстиции и равенства (англ. Department of Justice and Equality, ирл. An Roinn Dlí agus Cirt agus Comhionannais)
- 2020—н.в.: Министерство юстиции (англ. Department of Justice)

Действующее полное название — Министерство юстиции, внутренних дел и миграции (англ. Department of Justice, Home Affairs and Migration, ирл. An Roinn Dlí agus Cirt, Gnóthaí Baile agus Imirce).

## Обязанности
- Реализация государственной политики в области преступности и обеспечение безопасности государства.
- Предоставление консультаций по вопросам политики в отношении системы уголовного правосудия (ирландской полиции, судов, тюрем, пробации и предоставления социальных услуг) и поддержка функционирования этой системы.
- Продолжение реформ уголовного права и определенных областей гражданского права.
- Осуществление основных пунктов Соглашения Белфаста.
- Реализация правительственной стратегии предоставления политического убежища и дальнейшего развития национальной иммиграционной политики.

## Органы исполнительной власти
Министерство состоит из пяти органов исполнительной власти, которые юридически являются неотъемлемой частью министерства, но управляются по отдельности:
- Ирландская служба натурализации и иммиграции
- Агентство по приему и интеграции
- Судебно-научная лаборатория
- Социальная служба по условно-досрочному освобождению
- Ирландские пенитенциарная служба

### Дочерние органы
- Национальная полиция
- Служба судов Ирландии
- Администрация по вопросам равноправия
- Суд по вопросам равноправия
- Комиссия омбудсмена
- Инспекция Национальной полиции
- Совет юрисконсультов
- Государственный патологоанатомический офис
- Национальный совет по инвалидности
- Управление комиссара по защите данных
- Ирландское Управление классификации фильмов
- Управление Верховного комиссара по беженцам
- Апелляционный суд по делам беженцев
- Администрация личной безопасности
- Реестр недвижимости